# شهرستان لویانگ
شهرستان لویانگ (به لاتین: Lueyang County) یک منطقهٔ مسکونی در چین است که در هانژونگ واقع شده‌است.